# 沙盒 (软件开发)
沙盒是軟件開發時開發人員設置的一種测试环境，未经测试的源代码會先在沙盒中運行，然後等測試通過後再佈置到生产环境或同步到代碼存储库。